# Hyalinobatrachium mesai
Hyalinobatrachium mesai é uma espécie de anfíbio anuro da família Centrolenidae. Está presente na Venezuela. A UICN classificou-a como deficiente de dados.